# ریچارد موریس هانت
ریچارد موریس هانت (به انگلیسی: Richard Morris Hunt) متولد ۱۸۲۷، ورمانت، معمار قرن نوزدهم اهل آمریکا بود.
او دانش آموختهٔ آکادمی بوزار در فرانسه بود.
از آثار مشهور او می‌توان عمارت بیلتمور یا نمایشگاه جهان موسوم به World Columbian Exposition در شیکاگو، ایلینوی را نام برد.